# Dūsi
Dūsi är en ort i Indien.   Den ligger i distriktet Tiruvannamalai och delstaten Tamil Nadu, i den södra delen av landet, 1 800 km söder om huvudstaden New Delhi. Dūsi ligger 86 meter över havet och antalet invånare är 5 257.
Terrängen runt Dūsi är platt. Runt Dūsi är det tätbefolkat, med 683 invånare per kvadratkilometer. Närmaste större samhälle är Kanchipuram, 7,0 km norr om Dūsi. Omgivningarna runt Dūsi är en mosaik av jordbruksmark och naturlig växtlighet.